# Saint-Paul-sur-Save
Saint-Paul-sur-Save – miejscowość i gmina we Francji, w regionie Oksytania, w departamencie Górna Garonna.
Według danych na rok 1990 gminę zamieszkiwały 643 osoby, a gęstość zaludnienia wynosiła 127 osób/km² (wśród 3020 gmin regionu Midi-Pireneje Saint-Paul-sur-Save plasuje się na 497. miejscu pod względem liczby ludności, natomiast pod względem powierzchni na miejscu 1484.).